# Phycosoma martinae
Phycosoma martinae är en spindelart som först beskrevs av Roberts 1983.  Phycosoma martinae ingår i släktet Phycosoma och familjen klotspindlar. Inga underarter finns listade i Catalogue of Life.